# 諾魯駐外機構列表

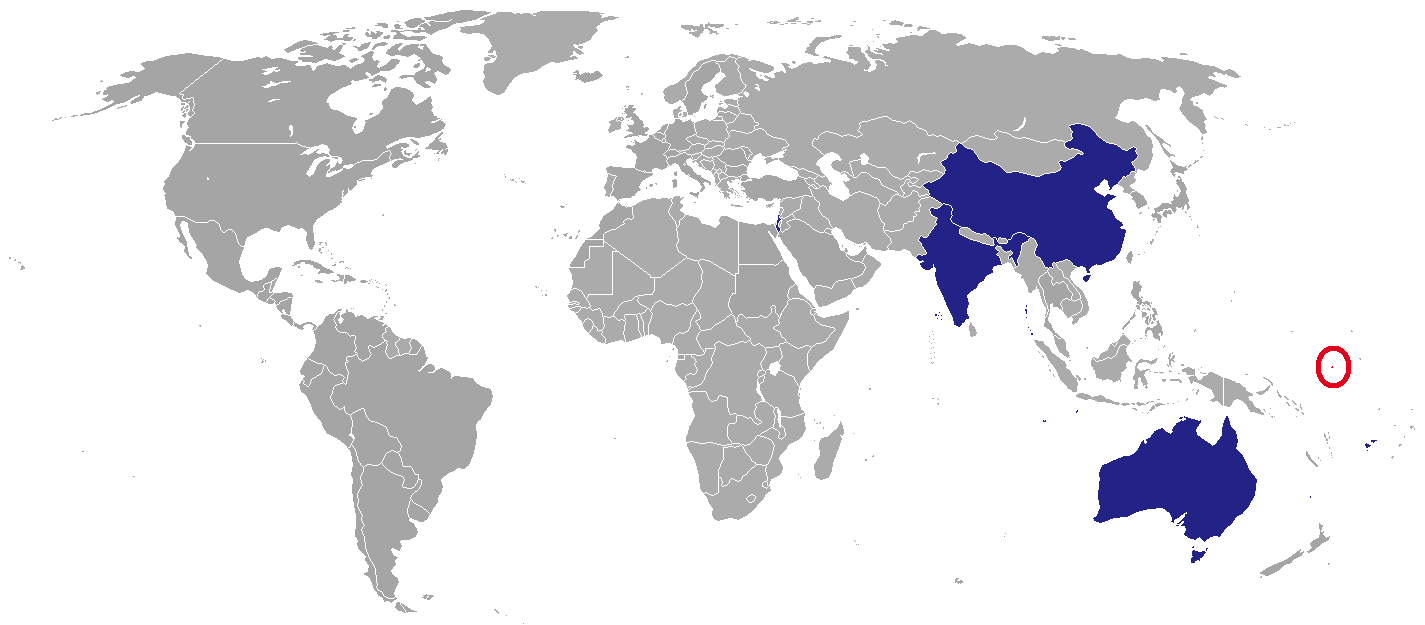
設有諾魯共和國大使館與領事館之國家分布

諾魯駐外機構列表列出了諾魯共和國在各國的大使館、高級專員公署與領事館列表，不包含設於阿加尼亚、奧克蘭、伦敦、檀香山、帕果帕果及新德里的名譽領事館。諾魯是當今世界上最小的共和國。

## 亞洲
- 中国
  - 北京（大使館）[1]
- 印度
  - 新德里（高級專員公署）
- 泰國
  - 曼谷（總領事館）[2]

## 大洋洲
- - 堪培拉（高級專員公署）
  - 布里斯班（總領事館）
- 斐济
  - 蘇瓦（高級專員公署）

## 多邊組織
- 联合国
  - 纽约（常駐代表團）